# Канатный барабан
Канатный барабан — элемент грузоподъёмных и тяговых механизмов. Типовая конструкция включает барабан с двумя ступицами 1 и 2, отверстия которых, опираясь на посадочные поверхности оси 3, образуют две пары «втулка-ось». Крутящий момент прикладывается непосредственно к барабану и через посадочные поверхности ступиц 1 и 2 оси не передаётся.
При вращении нагруженного барабана, особенно диаметром свыше 1000 мм, проявляется эффект «сползания» — выталкивания оси из ступиц барабана.
Для анализа физической природы явлений, происходящих при «сползании» нагруженного барабана, посадочную поверхность каждой ступицы принимаем бесконечно малой длины. В состоянии покоя под действием рабочих нагрузок втулки каждой ступицы 1 и 2 опираются на ось в опорных точках 41 и 42, которые находятся в одной вертикальной плоскости, проходящей через геометрические центры обеих втулок и осей.

По технологическим причинам, в пределах допуска на изготовление, обе пары «втулка-ось» фактически имеют разные диаметры с гарантированными и реально всегда разными зазорами. В связи с тем, что D1 больше d1 и D2 больше d2 на величину разных зазоров Δ1 и Δ2, в ступицах 1 и 2 образуются две пары внутреннего фрикционного зацепления, каждая из которых характеризуется своим передаточным отношением D1/d1 и D2/d2, которые не равны.
Обе фрикционные пары замкнуты, как по втулкам через барабан, так и по общей для них оси, являющейся одной деталью. Поэтому при вращении барабана, из-за разности передаточных отношений соединенных параллельно двух фрикционных передач, происходит угловое проскальзывание втулки по оси в одной из опорных точек 41 или 42 с меньшим моментом трения. Тангенциальные противоположно направленные сила трения в этих точках при вращении барабана смещают их, как показано на изображении.
В результате геометрические центры I и II втулок и центры соответствующих сечений оси 0, которые в состоянии покоя находились в одной вертикальной плоскости на параллельных прямых, находятся теперь в пересекающихся плоскостях на скрещивающихся прямых. Барабан в каждой из пар «втулка-ось» по винтовой линии перекатывается по оси.
Углы подъёма винтовой линии в каждой из фрикционных пар равны углам между проекциями геометрической оси 01-02 на геометрическую ось 0-0 в опорных точках. При этом из-за разных углов подъёма винтовой линии в опорных точках 41 и 42 и разной величины сил трения, на одной из пар «втулка-ось» происходит также проскальзывание вдоль оси.
Более подробное рассмотрение явления «сползания» барабана позволило установить, что этот эффект не зависит от внешних нагрузок (моментов), не оказывающих влияние на направление и величину опорных реакций в парах «втулка-ось». Количественные характеристики «сползания» изменяются в случае, когда внешние нагрузки влияют на направление и величину опорных реакций, барабан «сползает» в сторону наименьшего относительного зазора Δ1 /d1 или Δ2 /d2, направление вращения не влияет на направление «сползания», ось барабана поворачивается относительно барабана.
Поворот оси относительно барабана может быть устранён установкой шпонки в одной из пар «втулка-ось». Крутящий момент от внутренних сил, не связанных с внешними рабочими нагрузками, приложенный к шпонке, может достигать величины
{\displaystyle M={\frac {P\cdot f\cdot D}{2}},}
где М — крутящий момент, приложенный к шпоночному соединению,
- Р — радиальная нагрузка в паре «втулка-ось»,
- f — коэффициент сухого трения, достигающий в условиях задира величины f = 1,
- D — диаметр втулки.

Перемещение барабана вдоль по оси («сползание») может быть устранено выполнением осевых упоров в виде буртов на оси и упорных втулок. Усилие сползания может достигать величины {\displaystyle N=(P_{1}+P_{2})\cdot f} и в ряде случаев быть достаточным для деформации высокой стойки опоры барабана.
«Сползанию» барабана сопутствуют нежелательные процессы износа втулок и оси в условиях сухого трения и задира. Фиксация оси от поворота установкой шпонки и выполнение осевых упоров на оси для барабана устраняют следствие, совершенно не затрагивая причину этого явления, поэтому не влияют на этот износ.
При отсутствии шпонки в обеих парах «втулка-ось» происходит проскальзывание и износу подвергается пара с меньшим моментом трения. При установке шпонки в одной из пар «втулка-ось» проскальзывание и износ имеет место в обеих парах. Путь скольжения за один оборот барабана будет равен разнице длин окружностей сечений втулки и оси, вне зависимости от наличия шпонки в паре. Этот путь и определяет величину износа. Имели место случаи, когда при диаметре барабана более 1 м и посадочном диаметре втулки чуть менее 200 мм износ её превышал 5 мм.
Единственной причиной возникновения описанных процессов является наличие зазоров в парах «втулка-ось». Очевидное решение, устраняющее их — исключение зазоров в посадках ступиц на ось. Действующие удельные давления в опорах барабана от радиальных сил позволяют зазор между ступицей и осью заполнять, например, компауидом на базе полимеров. Кроме того, при установке барабана на ось могут быть использованы известные конструктивные решения с коническими кольцами или затяжными втулками, подобными тем, что используются в подшипниковой промышленности.
Для действующих кранов можно предложить введение смазки пар «втулка-ось» вместе с установкой упорных элементов, исключающих осевое перемещение барабана. Это не устранит явление «сползания», но существенно уменьшит усилия и интенсивность износа посадочных поверхностей ступиц и оси барабана.
Радикальным решением рассмотренных проблем является устранение оси барабана и самих пар «втулка-ось». Этот путь наиболее перспективный. Однако самое, казалось бы, простое решение с консольной цапфой, запрессованной в ступицу барабана, является ошибочным. Наличие внутренних напряжений от прессовой посадки, перерезающей расчётное сечение, а также возможность её раскрытия не обеспечивают надежность этой конструкции.